# Rhopalostroma africanum
Rhopalostroma africanum är en svampart som först beskrevs av Elsie Maud Wakefield, och fick sitt nu gällande namn av David Leslie Hawksworth 1977. Rhopalostroma africanum ingår i släktet Rhopalostroma och familjen kolkärnsvampar.   Inga underarter finns listade i Catalogue of Life.